# 塞瓦河
7°18′33.48″N 12°8′16.44″W / 7.3093000°N 12.1379000°W
塞瓦河（英語：Sewa River），是塞拉利昂的河流，發源自科諾區，流經東方省和南方省，河道全長240公里，流域面積14,141平方公里，該河上游正在大規模地開採鑽石。